# Prosopocera tricornis
Prosopocera tricornis là một loài bọ cánh cứng trong họ Cerambycidae.